# Jean Guérin (cyclisme)
Pour les articles homonymes, voir Jean Guérin et Guérin.
Jean Guérin, né le 24 juin 1964 à Rennes, est un coureur cycliste français.

## Biographie
Jean Guérin commence le cyclisme en catégorie cadets. Durant sa carrière amateur, il a couru à l’ASPTT Rennes, à l’US Vern, au Battaillon de Joinville et au VC Rennais. Son palmarès compte notamment trois titres de champion de France du contre-la-montre par équipes, deux championnats de Bretagne, plusieurs classiques bretonnes ou encore diverses courses par étapes comme l'Essor breton et la Route de France. Il a également été sélectionné en équipe de France. En 1986 et 1987, il évolue au niveau professionnel dans les équipes Peugeot et Z,. Redescendu chez les amateurs, il poursuit la compétition jusqu'en 1990.
Après sa carrière cycliste, il devient commercial pour l’entreprise Royal Vélo France. Dans les années 2000, il continue le cyclisme en participant à diverses cyclosportives.

## Palmarès
- 1983
  - Manche-Océan
  - Jard-Les Herbiers
  - 2e du Tour d'Ille-et-Vilaine
  - 2e du Triomphe breton
  - 3e du Circuit des Deux Provinces
- 1984
  - Circuit du Morbihan
  - Trophée Robert Gauthier
  - Jard-Les Herbiers
  - Une étape de la Mi-août bretonne
  - 2e du Tour de Seine-et-Marne
- 1985
  -  Champion de France du contre-la-montre par équipes
  -  Champion de Bretagne sur route
  - 2eb étape des Trois Jours de Rennes
  - 5e étape du Ruban granitier breton[3]
  - 3e étape du Tour d'Émeraude (contre-la-montre)
  - Essor breton :
    - Classement général
    - 2eb étape (contre-la-montre)

  - Route de France :
    - Classement général
    - 1rea étape

  - 2e du Tour d'Émeraude
  - 3e du Circuit des Deux Provinces
  - 3e du Tour d'Ille-et-Vilaine
- 1988
  - Grand Prix Bertrand Come
- 1989
  -  Champion de France du contre-la-montre par équipes
  - Tour d'Émeraude :
    - Classement général
    - 3e étape (contre-la-montre)
- 1990
  -  Champion de Bretagne sur route
  - Trois étapes de la Mi-août bretonne